# معر تصین
معر تصین (به عربی: معر تصین) یک روستا در سوریه است که در ناحیه کفرنبل واقع شده‌است. معر تصین ۴۴۷ نفر جمعیت دارد.